# Качинский, Теодор
Теодо́р Джон (Тед) Качи́нский (англ. Theodore John (Ted) Kaczynski, МФА (англ.) /kəˈzɪnski/, также известный как Унабо́мбер, Unabomber, — сокращение от «University and airline bomber» — бомбист университетов и авиалиний; 22 мая 1942, Чикаго, США — 10 июня 2023, Северная Каролина, США) — американский террорист, известный своей кампанией по рассылке бомб почтой, математик, социальный критик и философ.
В раннем возрасте выделялся среди других детей, так как был вундеркиндом. Был зачислен в Гарвардский университет в 16 лет, получил степень бакалавра и позднее получил степень доктора по математике в Мичиганском университете. Затем стал старшим преподавателем в Калифорнийском университете в Беркли в 25 лет, но спустя 2 года уволился.
В 1970 или 1971 году переехал в Линкольн, штат Монтана, где поселился в хижине без электричества и водопровода. Там он начал осваивать навыки выживания, чтобы стать самодостаточным. Увидев, что возле его дома начали строительство дороги, он решился на массовую рассылку бомб. С 1978 по 1995 год Качинский отправил по почте 16 посылок с бомбами, целью которых были университеты и авиалинии. В результате взрывов этих бомб погибло 3 человека и 23 было ранено. 24 апреля 1995 года Качинский отправил в газету «Нью Йорк Таймс» письмо, в котором пообещал в дальнейшем «воздержаться от терроризма», при условии, что в «Нью-Йорк Таймс» или «Вашингтон Пост» опубликуют его манифест. В своей работе «Индустриальное общество и его будущее» (также называемой «Манифест Унабомбера») он объяснял, что его бомбы были крайней, но всё-таки необходимой мерой для того, чтобы привлечь внимание к процессу уменьшения человеческой свободы в обществе из-за современных технологий, требующих крупномасштабной организации.
Качинский был одной из самых дорогостоящих целей ФБР. До того, как его личность была установлена, ФБР использовала для него кличку Унабом (англ. Unabom (University and airline bomber) — «бомбист университетов и авиалиний»). Позднее благодаря прессе эта кличка превратилась в слово Унабомбер (англ. Unabomber). Бюро способствовало публикации «Манифеста» Качинского, в результате чего брат Теодора опознал стиль его письма (по другим сведениям, он нашёл дома записки, по стилю напоминавшие «Манифест») и проинформировал ФБР (обратившись прямо в Вашингтон) о личности преступника. Качинский не считал себя невменяемым и безуспешно пытался сменить адвокатов, пытавшихся добиться признания его невменяемым во избежание смертной казни. Когда стало ясно, что попытки признать его невменяемым безуспешны, суд принял соглашение о признании вины, в соответствии с которым Теодор Качинский признал себя виновным и был приговорен к пожизненному заключению без возможности условно-досрочного освобождения. Некоторые анархо-примитивистские авторы, такие как Джон Зерзан и Джон Мур, защищали его с некоторыми оговорками по поводу его действий и идей.
Качинский умер 10 июня 2023 года в больнице, куда был доставлен из тюрьмы. Власти заявили о самоубийстве.

## Ранние годы
Качинский родился 22 мая 1942 года в Чикаго, штат Иллинойс. Его мать Ванда (имя при рождении Dombek, от изначального варианта Dąbek, переводимое с польского как дубок) была из второго поколения польских эмигрантов. Отца звали Теодор Ричард Качинский.
В возрасте шести месяцев тело мальчика было покрыто крапивницей, из-за чего он был помещён в больницу, в изолированный бокс, куда не допускали родителей, поскольку врачи не знали точных причин болезни. В течение восьми месяцев он несколько раз проходил курсы лечения в больнице. В марте 1943 его мать сделала запись в дневнике: «Он вернулся домой здоровым, но стал неотзывчив после такого опыта».
В начальных классах учился в Чикаго. С 5 по 8 класс учился в школе Evergreen Park № 124 в Эвергрин-Парке, штат Иллинойс. Тестирование, проведённое после пятого класса, показало, что его IQ равен 167, после чего ему было разрешено, пропустив шестой класс, поступить сразу в седьмой — это событие он назвал ключевым в своей жизни. Будучи ребёнком, Теодор боялся людей и зданий и играл рядом с другими детьми, но не играл вместе с ними. Его мать была так обеспокоена его проблемами с социумом, что посещала с ним специальный кружок для детей-аутистов во главе с Бруно Беттельгеймом.
Качинский учился в средней школе в Evergreen Park Community. Он преуспел в учёбе, но обнаружил, что математика слишком проста для него со второго класса. Иногда он прогуливал учёбу и писал записи в своём дневнике. В этот период жизни он стал одержим математикой и проводил много времени, запершись в своей комнате за решением дифференциальных уравнений. По окончании среднего образования Качинский многократно превосходил своих одноклассников и был способен решать наисложнейшие задачи. Впоследствии он был переведён в физико-математический класс, хотя всё ещё чувствовал себя интеллектуально ограниченным. Качинский пропустил одиннадцатый класс, так как уже усвоил его программу, и с помощью курса летней школы окончил среднюю школу в возрасте 15 лет. Ему было предложено обратиться в Гарвардский университет, куда он и был принят в 1958 году в возрасте 16 лет.
На протяжении нескольких лет он участвовал в эксперименте «Исследование личности», проводившемся доктором Генри Мюрреем — экспертом по стрессу. Студентам в исследовании Мюррея говорили, что они будут обсуждать личную философию с однокурсником, но вместо этого над студентами ставили «намеренно жёсткий психологический эксперимент»: стресс-тест, который был длительной психологической атакой. Во время теста студенты находились в помещении, они были подключены к электродам, которые отслеживали их физиологические реакции, в помещении был яркий свет, а одна из стен была прозрачна в одну сторону и зеркальна в другую. Каждый студент до начала опытов писал статью с подробным изложением личных убеждений и стремлений, статьи были переданы анонимным людям, которые затем в ходе опыта входили в комнату и унижали каждого студента. Это было зафиксировано видеокамерой, позже был замечен резкий контраст эмоций во время исследований. По словам автора Alston Chase, записи Качинского того периода позволяют считать, что во время начала исследования он был эмоционально стабилен. Некоторые исследователи полагают, что этот опыт сыграл важную роль в будущих действиях Качинского.
В 2018 году ЦРУ признало эксперимент профессора Мюррея, в котором Качинский принимал участие, частью проекта МК-Ультра, в рамках которого изучались способы управления сознанием, охарактеризовав работу Мюррея как «настораживающую» и «этически необоснованную».

## Карьера

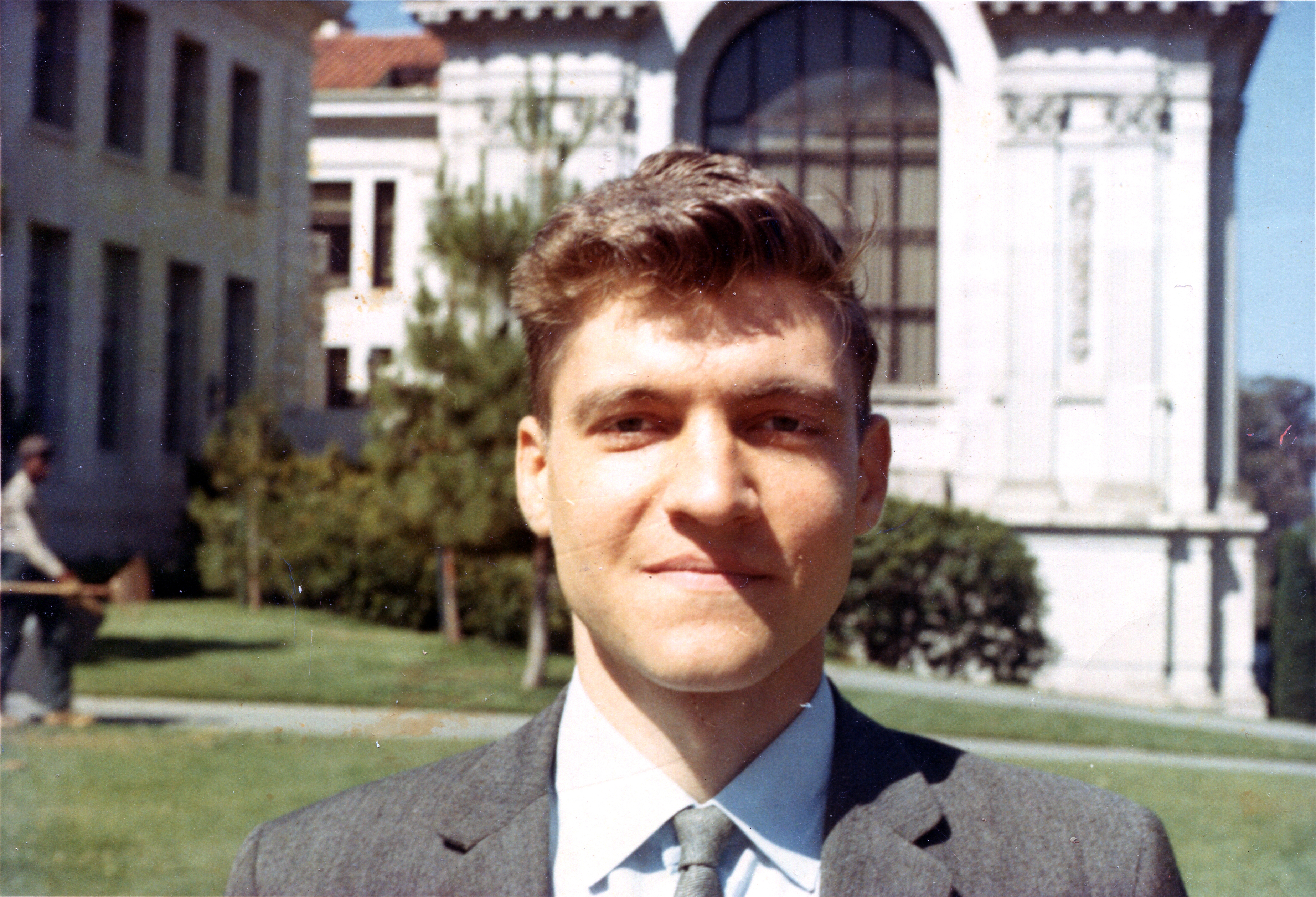
Качинский — старший преподаватель в Калифорнийском университете в Беркли, 1968 год

В 1962 году, в возрасте 20 лет, Качинский окончил Гарвардский университет и поступил в Мичиганский университет, где впоследствии получил докторскую степень в области математики. Его специальностью был раздел комплексного анализа — геометрическая теория функций. Учителя в Мичигане были впечатлены его интеллектом и говорили: «Он был необычным человеком. Он не был похож на других аспирантов» (Питер Дурен, один из профессоров Качинского); «Недостаточно сказать, что он умный. Он целенаправлен гораздо больше других. У него дар открывать математическую истину» (Джордж Пираньяна, один из профессоров Качинского).
Качинский получил докторскую степень, защитив диссертацию на тему «Граничные функции». Максвелл Рид, бывший профессор математики, который присутствовал на его защите, прокомментировал эту диссертацию, отметив: «Я думаю, что только 10 или 12 человек в стране поймут или оценят его». Он получил грант от Национального научного фонда и в течение трёх лет обучал студентов, опубликовал две статьи, связанные с его диссертацией, и ещё четыре после того, как покинул Мичиган.
В конце 1967 года подписал постоянный контракт на должность ассистента-профессора математики в Калифорнийском университете в Беркли, где преподавал бакалаврам геометрию и математический анализ. Как на самого молодого профессора в университете, на Качинского поступало множество жалоб от студентов. Их недовольство касалось чтения лекций по бумаге, отказ от ответов на вопросы и т. д. 30 июня 1969 года без объяснения причин он подал в отставку, что, по словам декана математического факультета, стало неожиданностью.

## Монтана

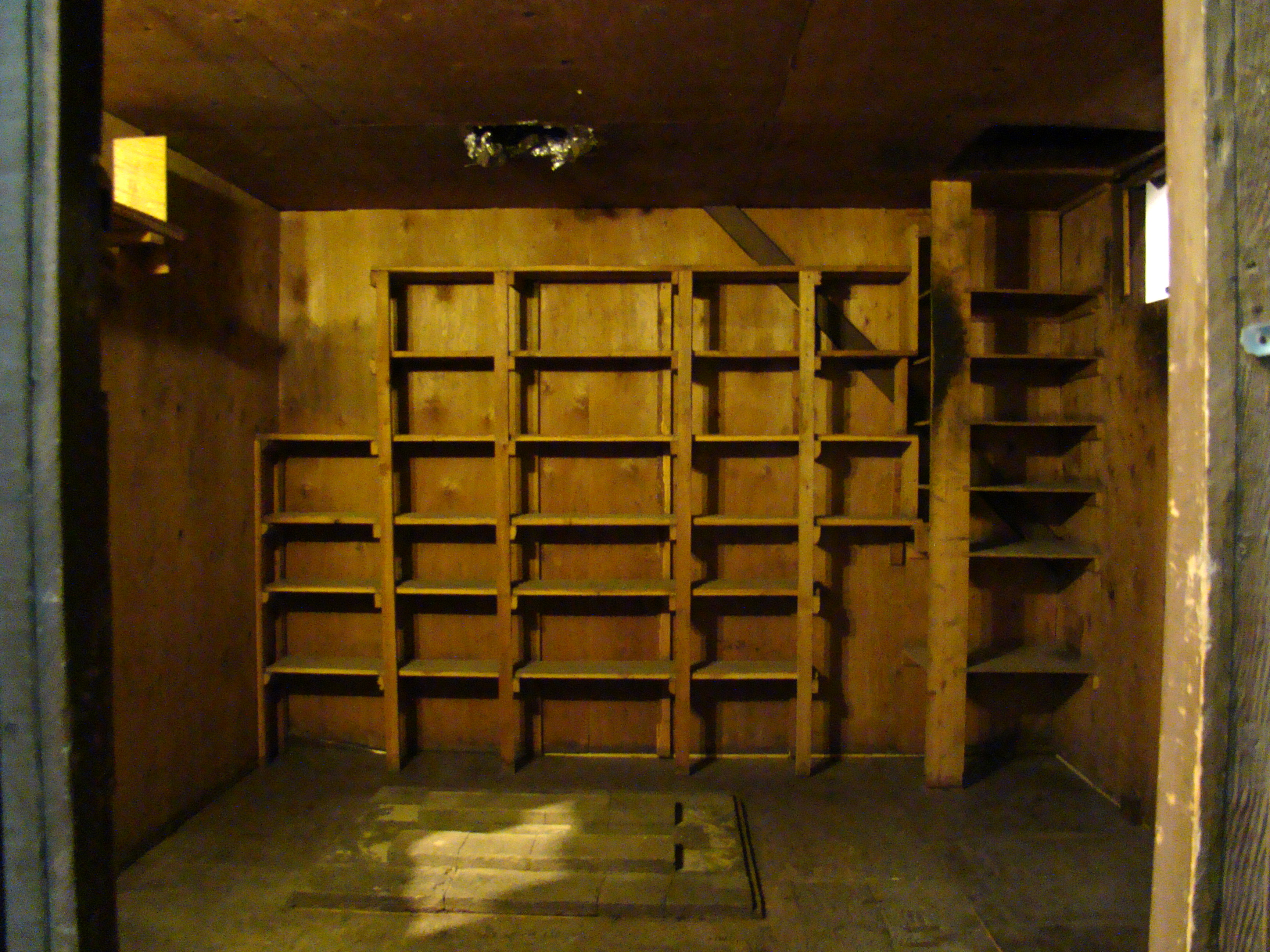
Интерьер хижины Качинского, воссозданный в Музее журналистики и новостей

В середине 1969 года Качинский переехал в небольшую резиденцию своих родителей в Ломбард, Иллинойс. Два года спустя он переехал в Линкольн, штат Монтана, где собственноручно построил уединённую хижину и стал жить простой жизнью, используя минимум денег, без электричества и водопровода. Не имея постоянного заработка, он получал от семьи финансовую помощь, которую использовал, чтобы приобретать землю, а позднее без ведома родственников и для своей террористической деятельности. В 1978 году он вместе с отцом и братом некоторое время работал на поролоновом заводе, откуда был уволен братом Дэвидом из-за преследования руководительницы, с которой он раньше встречался. Настоящей целью Качинского было переехать в уединённое место и стать независимым, чтобы жить автономно. Он обучался навыкам выживания, таким, как ориентирование на местности, распознавание съедобных растений и создание примитивных инструментов, таких, как лучковая дрель. Отапливал жилище дровами, ел мясо, добытое охотой, не побирался и не воровал. Соседи отмечали лишь два недостатка: он источал зловонный запах и не здоровался при встрече.
Качинский быстро осознал, что жить таким образом невозможно из-за «разрушения окружающей дикой природы промышленностью и застройкой». Первоначально он совершал небольшие акты саботажа и диверсии против объектов, располагавшихся вблизи его хижины. Последней каплей, сподвигнувшей его начать кампанию взрывов, стал случай, когда он вышел на прогулку в одно из своих любимых диких мест и обнаружил, что оно разрушено и заменено дорогой. Об этом он сказал:

Моим излюбленным местом был один большой остаток плато, датирующийся третичным периодом. Это такие холмы, не равнина, и если дойдёте до его края, то увидите ущелья, круто врезающиеся в скалоподобные обрывы, где был даже водопад. От моей хижины туда примерно два дня ходу. До лета 1983 года лучше места было не найти. Тем летом вокруг моей хижины стало слишком много народу, и я решил, что пора бы отчалить в свою тихую гавань. Но вернувшись к плато, я обнаружил, что прямо посередине него они построили дорогу… Вы не представляете, как я был расстроен. В тот момент я решил, что вместо оттачивания своих навыков выживания я буду работать над тем, чтобы дать сдачи этой системе. Отомстить.
Оригинальный текст (англ.)The best place, to me, was the largest remnant of this plateau that dates from the tertiary age. It's kind of rolling country, not flat, and when you get to the edge of it you find these ravines that cut very steeply in to cliff-like drop-offs and there was even a waterfall there. It was about a two days hike from my cabin. That was the best spot until the summer of 1983. That summer there were too many people around my cabin so I decided I needed some peace. I went back to the plateau and when I got there I found they had put a road right through the middle of it... You just can't imagine how upset I was. It was from that point on I decided that, rather than trying to acquire further wilderness skills, I would work on getting back at the system. Revenge.

Он начал посвящать себя чтению книг по социологии и политической философии, таких как работы Жака Эллюля и также усилил свою кампанию саботажа. Однако скоро он пришёл к выводу, что насильственные методы будут единственным решением того, что он видел как проблему индустриальной цивилизации. Он говорит, что потерял веру в идею реформы и считал насильственный коллапс единственным способом сломать техно-индустриальную систему. Об идее мирного, реформистского способа её разрушения он сказал:

Я не думаю, что это возможно. Частично из-за склонности большинства людей выбирать путь наименьшего сопротивления, хотя есть исключения. Они выберут лёгкий выход, и отказ от автомобиля, телевизора, электричества не является путём наименьшего сопротивления для большинства людей. На мой взгляд, не существует управляемого или запланированного способа демонтировать индустриальную систему. Мы избавимся от неё только тогда, когда она разрушится… Большая проблема состоит в том, что люди не верят, что революция возможна, и она не возможна определённо, потому что люди не верят, что она возможна. В большой степени я думаю, что экоанархистское движение достигает многого, но я думаю, что они способны на большее… Настоящим революционерам следует отмежеваться от реформаторов… И я думаю, что было бы хорошо сознательным усилием включить как можно больше людей в дикую местность. В общем, я думаю, что нужно не пытаться убедить большинство людей в своей правоте, а пытаться увеличивать напряжённость в обществе до момента, когда вещи начнут выходить из строя. Чтобы создать ситуацию, когда люди почувствуют достаточное неудобство, чтобы начать бунтовать. Таким образом вопрос в том, как увеличить эту напряжённость?
Оригинальный текст (англ.)I don't think it can be done. In part because of the human tendency, for most people, there are exceptions, to take the path of least resistance. They'll take the easy way out, and giving up your car, your television set, your electricity, is not the path of least resistance for most people. As I see it, I don't think there is any controlled or planned way in which we can dismantle the industrial system. I think that the only way we will get rid of it is if it breaks down and collapses ... The big problem is that people don't believe a revolution is possible, and it is not possible precisely because they do not believe it is possible. To a large extent I think the eco-anarchist movement is accomplishing a great deal, but I think they could do it better... The real revolutionaries should separate themselves from the reformers… And I think that it would be good if a conscious effort was being made to get as many people as possible introduced to the wilderness. In a general way, I think what has to be done is not to try and convince or persuade the majority of people that we are right, as much as try to increase tensions in society to the point where things start to break down. To create a situation where people get uncomfortable enough that they’re going to rebel. So the question is how do you increase those tensions?

## Подрывы бомб-посылок в США

### Бомбы

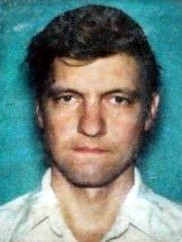
Фотография Качинского на водительском удостоверении, выданном в 1978 году

Свою первую почтовую бомбу Унабомбер отправил в конце мая 1978 года. Она предназначалась для покушения на профессора по разработке материалов Бакли Криста, работавшего в Северо-западном университете. Пакет, на котором адрес Криста был указан в качестве обратного, так как будто это он его отправил, был найден на стоянке автомобилей в Иллинойсском университете в Чикаго. Нашедшие решили, что Крист пытался куда-то отправить этот пакет и при отправке он был утерян, поэтому его вручили Кристу. При получении пакета Крист заметил, что его адрес написан не его почерком, поэтому связался с полицейским университетского городка Тэрри Маркером. Маркер вскрыл пакет и при этом произошёл взрыв. Маркер получил минимальные повреждения, но его левая рука была повреждена настолько, что ему пришлось обратиться за медицинской помощью в Эванстонскую больницу.
Бомба находилась в коробке. Сама бомба была сделана из металла, и, по-видимому, изготовлена в домашней мастерской. В качестве корпуса был использован кусок металлической трубы диаметром приблизительно в 1 дюйм (25 мм) и длиной в 9 дюймов (230 мм). Бомба была начинена бездымными взрывчатыми порошками и была снабжена примитивным пусковым устройством, состоявшим из гвоздя, который удерживался натянутыми резинками и при открывании коробки должен был ударом зажечь шесть спичечных головок, которые вспыхнув, должны были поджечь взрывчатые порошки. Труба с обеих сторон была заткнута самодельными деревянными затычками (вероятно, из-за приверженности Унабомбера природным, «живым» материалам), тогда как в большинстве самодельных бомб используются металлические заглушки с резьбой, которые можно купить в хозяйственных магазинах. При открывании коробки пусковое устройство не сработало должным образом — зажглись лишь три спичечные головки вместо шести, в результате воспламенилась не вся начинка бомбы, а прочность деревянных затычек оказалась не достаточной для того, чтобы внутри корпуса бомбы создалось большое давление; из-за всего этого взрыв не нанёс серьёзного ущерба. Позднее Унабомбер стал создавать более совершенные взрывные устройства с использованием батареи и провода накаливания, которые быстрее и эффективнее поджигали взрывчатые вещества.

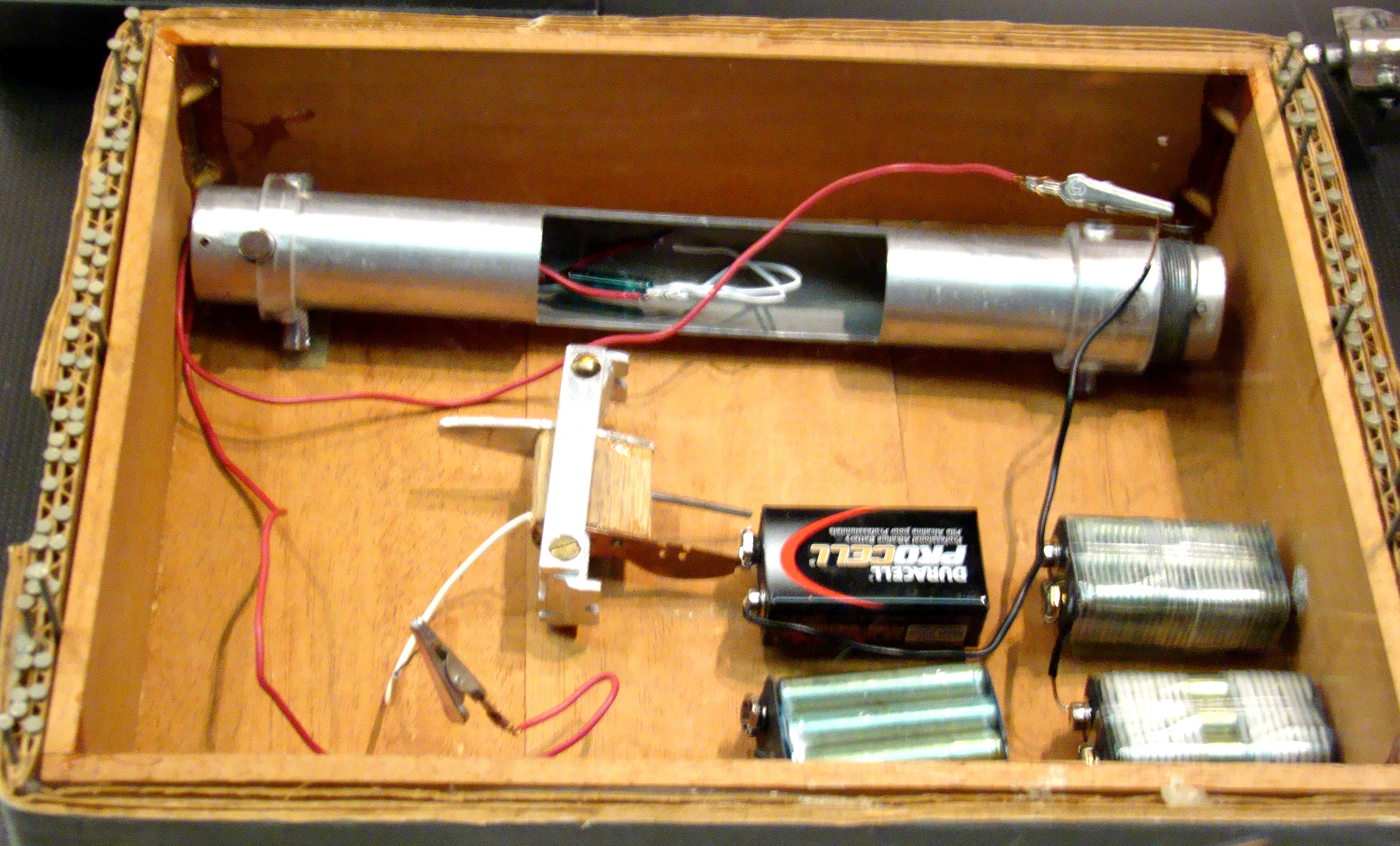
Воссозданная ФБР бомба Качинского в Музее журналистики и новостей

В 1979 году Качинский отправил в Северо-западный университет ещё одну бомбу (она взорвалась), а также неудачно отправил бомбу авиарейсом № 444 авиакомпании American Airlines, на борту Боинга 727, летящего из Чикаго в Вашингтон. Бомба находилась в багажном отсеке самолёта. Из-за дефекта в механизме выбора времени она не взорвалась сразу, а стала дымиться, после чего самолёт совершил вынужденную посадку. Многие из пассажиров отравились продуктами горения, и им понадобилась серьёзная медицинская помощь. По словам властей, бомба была настолько мощной, что в случае взрыва самолёт был бы уничтожен.
Поскольку в Соединённых Штатах подрыв или попытка подрыва авиалайнера является федеральным преступлением, после этого инцидента к расследованию подключилось ФБР, сотрудники которого и придумали кодовое название UNABOM (University and airline bomber). Также использовалось прозвище «Бомбист со свалки» — из-за материалов, из которых создавались бомбы. В 1979 году для расследования дела была создана спецгруппа под руководством ФБР. В 1980 году главный агент Джон Дуглас, работавший с агентами в отделе поведенческого анализа ФБР, составил психологический профиль неопознанного бомбиста, описав преступника как человека с интеллектом выше среднего и имеющего связь с образовательными учреждениями. Описание было позднее дополнено характеристикой преступника как неолуддита, владеющего академической степенью в естественных науках, но от этого психологического профиля отказались в 1983 году в пользу альтернативной теории, развитой аналитиками ФБР, концентрировавшимися на вещественных доказательствах в восстановленных фрагментах бомбы; в этом профиле подозреваемый бомбист описывался как «синий воротничок» — авиамеханик. Спецгруппа по поимке Унабомбера открыла горячую линию по номеру 1-800-701-BOMB; была объявлена награда размером в $1 млн за информацию, которая приведёт к его захвату.

### Жертвы
Первым серьёзно пострадавшим в результате деятельности Унабомбера стал аспирант и капитан ВВС США Джон Хозер — в 1985 году он лишился четырёх пальцев и глаза. Бомбы были изготовлены вручную; большое количество их деталей были деревянными; некоторые детали имели надпись «FC» — это была аббревиатура, которую Качинский утвердил как основную для «Клуба Свободы» (Freedom Club).
Хью Скраттон, 38-летний владелец компьютерного магазина в Калифорнии, был убит гвоздём из осколочной бомбы, помещённой на стоянке его автомобиля в 1985 году. Два года спустя, 20 февраля 1987 года, произошёл взрыв в другом компьютерном магазине, в городе Солт-Лейк-Сити, штат Юта; был ранен Гарри Райт, которому позже оказывал поддержку брат Теда.
Следующий теракт Качинский совершил после шестилетнего перерыва — в 1993 году. Он отправил бомбу по почте Дэвиду Джелернтеру, профессору информатики в Йельском университете. Несмотря на тяжёлое ранение, Джелернтер в конечном счете выздоровел. Другая бомба, отправленная по почте в те же выходные, была послана в дом генетика Чарльза Эпстайна в Сан-Франциско. При взрыве Эпстайн лишился нескольких пальцев. Затем Качинский позвонил брату Чарльза Джоэлю, поведенческому генетику, и пригрозил «ты следующий». Генетик Филлип Шарп в Массачусетском технологическом институте также получил письмо с угрозами два года спустя. Качинский написал в Нью-Йорк Таймс письмо, в котором утверждал, что существует некая группа FC, которая несёт ответственность за эти взрывы.
В 1994 году один из руководителей компании Burson-Marsteller, Томас Моссер, был убит взрывом почтовой бомбы, посланной ему домой в Норд-Колдуэлл, штат Нью-Джерси. В другом письме в Нью-Йорк Таймс Качинский утверждал, что FC «взорвал Томаса Моссера, потому что Burston-Marsteller помогла компании Exxon отмыть репутацию после инцидента с Exxon Valdez» и, что ещё более важно, потому что «его бизнес — это развитие методов для управления отношениями людей». Это письмо сопровождалось убийством в 1995 году Гилберта Мюррея, начальника индустрии трелёвки, лоббировавшей интересы ассоциации лесоводства Калифорнии, почтовой бомбой, фактически адресованной предыдущему президенту Вильяму Деннисону, который ушёл в отставку.
В целом, 16 бомб, которые ранили 23 человек и убили троих, были приписаны Качинскому. В то время как устройства изменялись в значительной степени, все кроме первого содержали инициалы «FC». Скрытые отпечатки пальцев на некоторых из устройств не соответствовали отпечаткам пальцев, найденным на письмах, написанных Качинским. Как заявлено в показании под присягой ФБР:

203. Скрытые отпечатки пальцев, относимые к устройствам, отправленным по почте и/или помещенные на предметы, относящиеся к делу UNABOM, были сверены с отпечатками на письмах, приписанных Теду Качинскому. Согласно результатам лаборатории ФБР, между этими образцами нет связи.

Одной из особенностей тактики Качинского было оставление ложных подсказок в каждой бомбе. Он сделал их трудными для обнаружения, чтобы заставить следователей поверить, что у них была подсказка. Первая подсказка была металлическими пластинами с отчеканенными буквами «FC», скрытыми где-то (обычно в заглушке трубы) в каждой бомбе. Одной из ложных подсказок, которые он оставил, была записка в неразорвавшейся бомбе; в ней было написано: «Wu — Это работает! Я говорил вам, что так и будет — RV». Более очевидной подсказкой были однодолларовые марки с изображением Юджина О’Нила, использовавшиеся для отправки посылок. Одна из бомб была замаскирована под книгу Слоуна Уилсона «Ледяные Братья».

### Список терактов
| Дата            | Место                                                           | Пострадавшие                                                                | Травмы |
| --------------- | --------------------------------------------------------------- | --------------------------------------------------------------------------- | --- |
| 25 мая 1978     | Северо-Западный университет, Эванстон, Иллинойс                 | Терри Маркер, полицейский в университете                                    | Незначительные порезы и ожоги                                                                                  |
| 9 мая 1979      | Северо-Западный университет, Эванстон, Иллинойс                 | Джон Харрис, аспирант                                                       | Незначительные порезы и ожоги                                                                                  |
| 15 ноября 1979  | Рейс № 444 из Чикаго в Вашингтон авиакомпании American Airlines | 12 пассажирам потребовалось лечение после отравления продуктами горения     | Отравление продуктами горения                                                                                  |
| 10 июня 1980    | Лэйк Форест, Иллинойс                                           | Перси Вуд, президент авиакомпании United Airlines                           | Порезы и ожоги большей части тела                                                                              |
| 8 октября 1981  | Университет Юты, Солт-Лейк-Сити, Юта                            | Отсутствуют, бомба успешно обезврежена                                      | Отсутствуют |
| 5 мая 1982      | Университет Вандербильта, Нашвилл, Теннесси                     | Джанет Смит, секретарь университета                                         | Сильные ожоги рук и осколочные ранения на теле                                                                 |
| 2 июля 1982     | Калифорнийский университет в Беркли                             | Диогенес Ангелакос, профессор                                               | Сильные ожоги и осколочные ранения правой руки и лица                                                          |
| 15 мая 1985     | Калифорнийский университет в Беркли                             | Джон Хозер, аспирант                                                        | Потеря четырёх пальцев правой руки, повреждение артерии на правой руке, частичная потеря зрения у левого глаза |
| 13 июня 1985    | Оберн, Вашингтон                                                | Отсутствуют, бомба успешно обезврежена                                      | Отсутствуют |
| 15 ноября 1985  | Мичиганский университет                                         | Джеймс МакКоннелл — профессор психологии, Никлаус Суино — научный сотрудник | МакКоннелл: временная потеря слуха; Суино: ожоги и осколочные ранения                                          |
| 11 декабря 1985 | Сакраменто, Калифорния                                          | Хью Скраттон, владелец компьютерного магазина                               | Смерть (первый погибший)                                                                                       |
| 20 февраля 1987 | Солт-Лейк-Сити, Юта                                             | Гарри Райт, владелец компьютерного магазина                                 | Серьёзное повреждение нерва левой руки                                                                         |
| 22 июня 1993    | Тибурон, Калифорния                                             | Чарльз Эпстайн, генетик в калифорнийском университете                       | Повреждение барабанной перепонки, которое привело к полной потере слуха, частичная потеря трёх пальцев         |
| 24 июня 1993    | Йельский университет, Нью-Хейвен, Коннектикут                   | Дэвид Джелернтер, профессор                                                 | Сильные ожоги, осколочные ранения, повреждения правой руки и правого глаза                                     |
| 10 декабря 1994 | Норд-Колдуэлл, Нью-Джерси                                       | Томас Моссер, руководитель отдела рекламы                                   | Смерть (второй погибший)                                                                                       |
| 24 апреля 1995  | Сакраменто, Калифорния                                          | Гилберт Мюррей, лоббист лесной промышленности                               | Смерть (третий погибший)                                                                                       |
| Источники:      |                                                                 |                                                                             | |

## «Индустриальное общество и его будущее»
В 1995 году Качинский отправил по почте несколько писем разным адресатам, в том числе и своим прежним жертвам, обрисовывая в общих чертах свои цели и требуя, чтобы его сочинение «Индустриальное общество и его будущее», состоящее из 35 000 слов (также названное «Манифестом Унабомбера»), было напечатано дословно крупной газетой или журналом. Он заявлял, что после опубликования манифеста завершит свою террористическую деятельность. Было множество споров по поводу того, следует ли выполнять это условие. После рассылки следующего письма, в котором содержалась угроза убить ещё больше людей, Министерство юстиции Соединённых Штатов из соображений беспокойства о государственной безопасности рекомендовало опубликовать сочинение. 19 сентября 1995 года брошюра была издана газетами The New York Times и Washington Post, с надеждой, что кто-то признает стиль письма. До этого издать манифест предлагал Боб Гуччионе из журнала Penthouse, но Качинский ответил, что Penthouse является «менее представительным», чем другие издания, и в случае опубликования манифеста этим журналом он сохраняет за собой право установить последнюю бомбу и взорвать её после публикации.
В этом произведении, напечатанном на пишущей машинке без курсива, логические ударения выделены словами, полностью состоящими из заглавных букв. Автор всегда называет себя «мы» или FC (Freedom club) (при том, что не существует никаких свидетельств сотрудничества Качинского с кем-либо ещё). Профессор Дональд Фостер, анализировавший данный документ по просьбе защиты, отмечал, что письмо содержит нестандартные переносы слов и орфографию и другие лингвистические особенности (это говорит в пользу версии, что письмо было написано именно Качинским).
Работа «Индустриальное общество и его будущее» начинается с утверждения Качинского, что «промышленная революция и её последствия были бедствием для человеческого рода». Первые параграфы текста посвящены психологическому анализу различных групп, прежде всего левых и учёных, и психологических последствий для человека от жизни в пределах «индустриально-технологической системы». Последние параграфы представляют собой размышления о будущем развитии этой системы и утверждают, что она будет неизбежно вести к концу человеческой свободы, призывают к «революции против технологий» и делают попытку указать, как она могла бы быть достигнута.

### Политические и социальные взгляды
В начальных и заключительных параграфах Качинский обращается к левым взглядам, как к движению, и анализирует психологию левых, утверждая, что они — «Правоверные в смысле Эрика Хоффера» — участвуют в ярком социальном движении, компенсируя своё чувство небезопасности и неполноценности. Более того он утверждает, что левые взгляды как движение управляются специфическим меньшинством левых, которых он называет «сверхсоциализированным»:

Моральный кодекс нашего общества настолько требователен, что никто не может думать, чувствовать и действовать полностью моральным способом. Некоторые люди так чрезвычайно социализированы, что попытка думать, чувствовать и действовать нравственно, налагает серьёзное бремя на них. Чтобы избежать чувства вины, они непрерывно должны обманывать себя о своих собственных побуждениях и находить моральные объяснения чувств и действий, которые в действительности имеют неморальное происхождение. Мы используем термин «сверхсоциализированный», чтобы описать таких людей.
Оригинальный текст (англ.)The moral code of our society is so demanding that no one can think, feel and act in a completely moral way. [...] Some people are so highly socialized that the attempt to think, feel and act morally imposes a severe burden on them. In order to avoid feelings of guilt, they continually have to deceive themselves about their own motives and find moral explanations for feelings and actions that in reality have a non-moral origin. We use the term "oversocialized" to describe such people.

Он продолжает объяснять, как природа левых взглядов определена психологическими последствиями «сверхсоциализации». Качинский «приписывает социальные и психологические проблемы современного общества к факту, что общество требует, чтобы люди жили при условиях, радикально отличающихся от тех, при которых человеческий род развился и вести себя способами, которые находятся в противоречии с образцами поведения, которое человеческий род развивал, живя при более ранних условиях». Он далее определяет первичную причину длинного списка социальных и психологических проблем в современном обществе как разрушение «процесса власти», который он определяет как наличие четырёх элементов:

Три, наиболее ясные из них, мы называем как цель, усилие и достижение цели. (Каждый должен иметь цели, достижение которых требует усилия, и имеет потребность преуспеть в том, чтобы достигнуть по крайней мере некоторых из его целей.) Четвёртый элемент является более трудным в определении и, возможно, не является необходимым для всех. Мы называем это автономией и обсудим это позже. […] Мы делим человеческие потребности на три группы: (1) те потребности, которые могут быть удовлетворены минимальным усилием; (2) те, которые могут быть удовлетворены, но только за счёт серьёзного усилия; (3) те, которые не могут быть соответственно удовлетворены независимо от того, сколько усилия каждый предпринимает. Процесс власти — процесс удовлетворения потребностей второй группы.
Оригинальный текст (англ.)The three most clear-cut of these we call goal, effort and attainment of goal. (Everyone needs to have goals whose attainment requires effort, and needs to succeed in attaining at least some of his goals.) The fourth element is more difficult to define and may not be necessary for everyone. We call it autonomy and will discuss it later. [...] We divide human drives into three groups: (1) those drives that can be satisfied with minimal effort; (2) those that can be satisfied but only at the cost of serious effort; (3) those that cannot be adequately satisfied no matter how much effort one makes. The power process is the process of satisfying the drives of the second group.

Качинский продолжает утверждать, что «в современном индустриальном обществе естественные человеческие потребности имеют тенденцию быть выдвинутыми в первую и третью группы, и вторая группа имеет тенденцию состоять всё более и более из искусственно созданных потребностей». Среди этих потребностей есть «суррогатная деятельность» — действия, «направленные к искусственной цели, которую люди ставят для себя просто, чтобы иметь некоторую цель для работы в будущем, или позволить нам говорить, просто ради „чувства удовлетворения“, что они преследуют определённую цель».
Качинский утверждает, что научное исследование — суррогатная деятельность для учёных, и что по этой причине «наука идёт вслепую, без отношения к реальному благосостоянию человеческого рода или к любому другому стандартному, повинуясь только психологическим потребностям учёных, правительственных чиновников и руководителей корпораций, которые предоставляют финансовые средства для исследований».

#### Методы контроля
Как уже упоминалось выше, «нарушение процесса» является основной причиной различных заболеваний в обществе (например: преступности, депрессии и т. д.). Качинский утверждает, что вместо признания того, что люди в настоящее время живут в «условиях, которые делают их очень несчастными», «система» (то есть индустриальное общество) разрабатывает способы управления реакциями человека в чрезмерно стрессовой обстановке, в которой они находятся.
Ниже приведены примеры (в соответствии с Качинским) этой тенденции:

Представьте себе общество, которое подвергает людей условиям, которые делают их очень несчастными, а потом дает им наркотики, чтобы забрать несчастья. Научная фантастика? Это уже происходит в какой-то мере в нашем собственном обществе. Известно, что количество случаев клинической депрессии значительно увеличилась в последние десятилетия. Мы считаем, что это связано с нарушением процесса власти…
Оригинальный текст (англ.)Imagine a society that subjects people to conditions that make them terribly unhappy, then gives them the drugs to take away their unhappiness. Science fiction? It is already happening to some extent in our own society. It is well known that the rate of clinical depression had been greatly increasing in recent decades. We believe that this is due to disruption of the power process...

Индустрия развлечений служит важным психологическим инструментом системы, возможно, даже когда она состоит из большого количества секса и насилия. Развлечения служат современному человеку в качестве вынужденного средства спасения. Увлекаясь телевидением, видеоиграми и т. п., он забывает стресс, тревожность, фрустрацию, неудовлетворённость.
Оригинальный текст (англ.)The entertainment industry serves as an important psychological tool of the system, possibly even when it is dishing out large amounts of sex and violence. Entertainment provides modern man
with an essential means of escape. While absorbed in television, videos, etc., he can forget stress, anxiety, frustration, dissatisfaction.

Учебные центры, например, имели большой успех в мотивации детей на учёбу, и психологические методы также используются с большим или меньшим успехом во многих обычных школах. «Воспитательные» методы, которым учат родителей, спроектированы так, что дети принимают фундаментальные ценности системы за свои ценности и ведут себя таким образом, каким хочется системе.
Оригинальный текст (англ.) Sylvan Learning Centers, for example, have had great success in motivating children to study, and psychological techniques are also used with more or less success in many conventional schools. "Parenting" techniques that are taught to parents are designed to make children accept fundamental values of the system and behave in ways that the system finds desirable.

### Исторический взгляд
В последних параграфах манифеста Качинский тщательно определяет то, что он подразумевает под свободой, и приводит аргумент, что «было бы безнадёжно трудно […] преобразовать индустриальную систему таким способом, чтобы предотвратить её от прогрессивного сужения нашей сферы свободы». Он говорит, что «несмотря на все технические авансы, касающиеся человеческого поведения, система до настоящего времени не была выразительно успешна в управлении людьми» и предсказывает, что «если система преуспевает в том, чтобы приобрести достаточный контроль над человеческим поведением достаточно быстро, она вероятно выживет. Иначе она потерпит неудачу» и что «проблема будет наиболее вероятно решена в течение следующих нескольких десятилетий, скажем 40 — 100 лет». Он даёт различные безысходные возможности для типа общества, которое развилось бы в случае выживания системы, утверждает, что революция, в отличие от реформы, возможна, и обращается к сочувствующим читателям с просьбой начинать такую революцию, используя две стратегии: «усиливая социальные напряжения в пределах системы, чтобы увеличить вероятность того, что она сломается» и «развивая и распространяя идеологию, которая выступает против технологии». Он даёт различные тактические рекомендации, включая избежание принятия на себя политической власти, уход от всякого сотрудничества с левыми и поддержку соглашений о свободной торговле, чтобы связать мировую экономику в более хрупкую, единую целостную систему.
Подводя итог, автор отмечает, что его манифест «изобразил левые взгляды в своей современной форме как явление, специфическое для нашего времени и как признак разрушения процесса власти», но что он сам «не имеет возможности утверждать уверенно, что подобные движения не существовали до современных левых взглядов», и говорит, что «это существенный вопрос, которому историки должны уделить своё внимание».

### Работа и влияние
Критикуя технологическое общество, манифест повторяет современных критиков технологий и индустриализации таких, как Джон Зерзан, Герберт Маркузе, Фреди Перлман, Жак Эллюль (к чьей книге «Технологическое общество» имеются отсылки в тексте), Льюис Мамфорд и Нил Постман.  Во вводной части статьи о вреде технологии под названием «Почему мы не нужны будущему» Билл Джой, один из основателей Sun Microsystems, цитирует Рэя Курцвейла, который в свою очередь приводил цитату Качинского о типах общества: «общество может развиваться, если человеческий труд будет полностью заменён искусственным интеллектом». Джой замечает, что «террорист Качинский, несмотря на невменяемость, временами высказывал весьма неглупые мысли».
Андерс Беринг Брейвик, совершивший 22 июля 2011 теракты в Норвегии, написал манифест, в котором большие отрывки текста были скопированы из манифеста Качинского, с определёнными изменениями (например, слово «левые» заменено на «культурные марксисты» и т. п.).

## Поиски
Ещё до публикации манифеста Линда, жена брата Теодора — Дэвида Качинского, заподозрила, что Унабомбер — это Теодор. Дэвид Качинский сначала отвергал это предположение, но постепенно стал относиться серьёзнее. Через неделю после публикации манифеста, в сентябре 1995 года, Дэвид Качинский (по его утверждению) просмотрел старые семейные бумаги и обнаружил, что идиолект писем Теда против злоупотребления технологиями в газеты 1970-х годов аналогичен употреблённому в Манифесте Унабомбера.
До публикации манифеста ФБР не раз проводило пресс-конференции для привлечения общественности к поискам Унабомбера. Спецслужбы считали, что бомбист родом из района Чикаго, откуда начал свои акции, работал или имел некоторое отношение к Солт-Лейк-Сити, а 1990-е годы был связан с регионом Сан-Франциско. Эта географическая информация и формулировки в выдержках из манифеста, опубликованных перед изданием текста целиком, навели Линду на подозрения и стали существенными аргументами для её мужа.
После публикации манифеста ФБР получало более тысячи звонков в день в течение многих месяцев, так как за информацию, которая привела бы к идентификации Унабомбера, была обещана награда в $1 миллион. Целевая группа UNABOM получила множество писем по почте. Были отсеяны тысячи версий о различных подозреваемых. В это время в Чикаго Давид Качинский нанял частного сыщика Сьюзан Суонсон для того, чтобы осторожно исследовать версию о Теде. К 1990 году братья Качинские отдалились друг от друга и десять лет не виделись. Дэвид нанял Тони Бискигли из Вашингтона для систематизации получаемых Суонсон фактов и осуществления контактов с ФБР. Он хотел защитить Теда от возможной силовой операции ФБР, так как полагал, что тот может реагировать яростно или абсурдно.
В начале 1996 года Тони Бискигли связался с аналитиком Клинтоном Р. Ван Зандтом и попросил сравнить манифест с копиями писем, полученных Дэвидом от брата. Ван Зандт пришёл к выводу, что письма и манифест написаны одним человеком с вероятностью 50/50 и рекомендовал клиенту Бискигли связаться с ФБР.
В феврале 1996 года Бискигли предоставил ФБР копию эссе, написанного Тедом Качинским в 1971 году. В штабе Целевой группы UNABOM в Сан-Франциско специальный агент Джоэл Мосс обратил внимание на общее в письмах. Дэвид Качинский пытался остаться анонимным, но уже через несколько дней была направлена команда ФБР для допроса Дэвида и его жены. Дэвид предоставил группе оригиналы писем брата в оригинальных конвертах. Главный аналитик Целевой группы по поведению, специальный агент Кэтлин М. Пакетт неоднократно встречалась с Дэвидом в Вашингтоне, Техасе, Чикаго, Скенектади и Нью-Йорке. Через два месяца был выдан федеральный ордер на обыск хижины Теда Качинского.

## Арест
3 апреля 1996 года агенты ФБР арестовали Теодора Качинского в его хижине в окрестностях города Линкольн (штат Монтана). При аресте он был в весьма неопрятном виде. В хижине была обнаружена готовая бомба и машинописный оригинал манифеста. Унабомбер стал одним из самых дорогих расследований в истории ФБР. Параграфы 204 и 205 в докладе ФБР констатируют, что эксперты-профессора, на постоянной основе консультирующие ФБР, полагали, что манифест был написан не Теодором Качинским, а другим человеком. Лишь немногие полагали, что Теодор Качинский был Унабомбером. Показания инспектора ФБР Тэрри Д. Турчи под присягой, данные для ордера на обыск, поражают разногласиями среди экспертов:

204. Ваш ответственный свидетель в курсе, что другие эксперты, исследовав рукопись Унабомбера, заключили, что её автор не Качинский, а другой подозреваемый. 205. Кроме того, представлено ещё множество заключений экспертов о возможной личности Унабомбера. Ни одно из них не рассматривает Теодора Качинского как возможного автора бомб.
Оригинальный текст (англ.)204. Your affiant is aware that other individuals have conducted analyses of the UNABOM Manuscript __ determined that the Manuscript was written by another individual, not Kaczynski, who had also been a suspect in the investigation. 205. Numerous other opinions from experts have been provided as to the identity of the unabomb subject. None of those opinions named Theodore Kaczynski as a possible author.

Дэвид восхищался своим старшим братом и подражал ему, но позже отошел от попыток выживания в природе. ФБР гарантировало ему анонимность, но сведения о его личности просочились в новости CBS в начале апреля 1996 года, когда ФБР завершало процедуру получения ордера на обыск у федерального судьи в Монтане. Впоследствии было проведено внутреннее расследование, но источник утечки так и не был установлен. Дэвид пожертвовал полученную награду семьям жертв его брата.

## Судебные процессы
Адвокаты Качинского, возглавляемые федеральным защитником Монтаны Майклом Донахью, попытались доказать невменяемость Качинского для спасения его жизни, но Качинский отверг это. Назначенный судом психиатр поставил Качинскому диагноз параноидной шизофрении, но объявил его вменяемым. Семья Качинского считала, что Тед «закроется», если на него будет оказано давление. В своей книге «Технологическое рабство» Качинский вспоминает двух тюремных психологов, докторов Джеймса Ваттерсона и Майкла Моррисона, которые навещали его в течение четырёх лет почти ежедневно. Они говорили ему, что не видят симптомов серьёзного психического заболевания, а его диагноз параноидной шизофрении «нелепый» и «политический». Доктор Моррисон намекнул, что психологи и психиатры могут поставить любой диагноз, если им хорошо заплатят. Психиатр Салли Джонсон обследовала Качинского в течение четырех дней и пришла к выводу, что у него было два бредовых убеждения. Первое заключалось в том, что общество «контролируется современными технологиями», а второе касалось неспособности преступника вступить в отношения с женщиной, что, по его мнению, было «прямым результатом вербального психологического насилия со стороны родителей.
Федеральное большое жюри (расширенная коллегия присяжных) предъявило обвинение Качинскому в апреле 1996 года по 10 пунктам — в изготовлении, отправке по почте и использовании бомб, а также в убийствах Скруттона, Мозера и Мюррея. Первоначально правительственная комиссия сообщала, что будет просить смертной казни для Качинского после согласования с Генеральным прокурором Соединённых Штатов Джанет Рено. Поверенный Дэвида Качинского обратился к бывшему агенту ФБР, который сопоставил манифесты Унабомбера и Качинского, чтобы ходатайствовать о смягчении обвинения.
22 января 1998 года Качинский признал себя виновным во всех обвинениях, однако позже попытался отозвать это заявление, утверждая, что оно было ненамеренным. Судья Гарланд Элиас Баррел — младший отклонил его запрос. Апелляционный суд девятого округа Соединённых Штатов оставил в силе решение судьи.
В начале охоты на Унабомбера портреты преступника сильно отличались от окончательного подозреваемого. Манифест Унабомбера в равных долях использует слова „мы“ и „наш“. В 1993 году следователи искали человека по имени „Nathan“ из-за фрагмента записки, найденной в одной из бомб. Однако, когда дело дошло до суда, ФБР отрицало наличие других подозреваемых.
10 августа 2006 года судья Гарланд Баррелл — младший постановил, что личные вещи, изъятые в 1996 году из хижины Качинского в Монтане, могут быть проданы на „разумно рекламируемом интернет-аукционе“. Материалы для изготовления бомб, а также рецепты и схемы бомб, продаже не подлежат. Доходы от реализации направлены на погашение суммы компенсации жертвам терактов.
Среди проданного с аукциона есть оригиналы писем, журналы и другие документы, найденные в его хижине. По предписанию суда все ссылки на любую из жертв Унабомбера удалены перед продажей. Качинский возражал против такого редактирования на основании первой поправки в Конституцию США, считая любые изменения его произведений нарушением свободы слова. Аукцион завершился в июне 2011 года, выручка составила более $ 232 000.

## Тюрьма

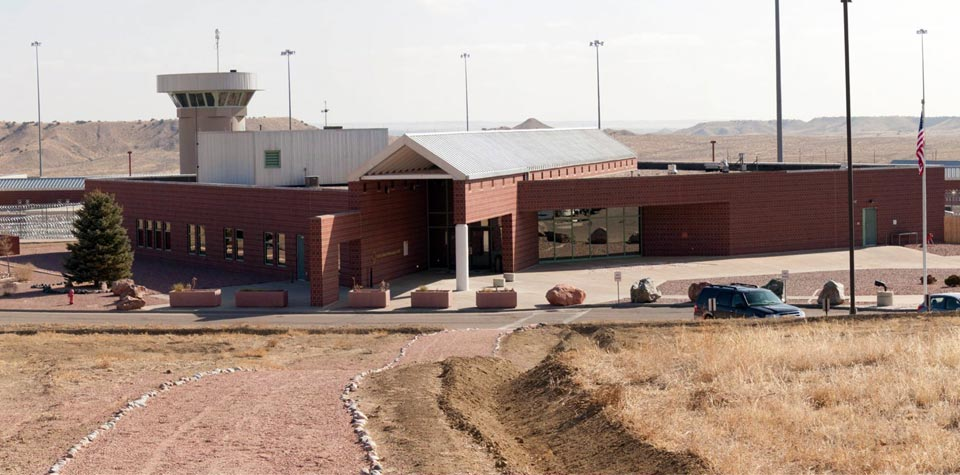
Тюрьма ADX Florence, где находился в заключении Качинский.

Качинский отбывал пожизненный срок без возможности условно-досрочного освобождения под номером 04475-046 в ADX Florence, федеральной тюрьме супермаксимального режима безопасности в городе Флоренс, штат Колорадо. На вопрос, не страшно ли сойти с ума в тюрьме, он ответил:

Меня беспокоит то, что я могу приспособиться к этой обстановке, привыкнуть к комфорту и больше не возмущаться. По мере того как годы проходят, я могу начать забывать о горах и лесах. Возможность потерять эти воспоминания, утратить контакт с дикой природой беспокоит меня. Но я не боюсь того, что они собираются сломать мой дух.
Оригинальный текст (англ.)No, what worries me is that I might in a sense adapt to this environment and come to be comfortable here and not resent it anymore. And I am afraid that as the years go by that I may forget, I may begin to lose my memories of the mountains and the woods and that's what really worries me, that I might lose those memories, and lose that sense of contact with wild nature in general. But I am not afraid they are going to break my spirit.

Находясь в заключении, Качинский активно работал, писал. Коллекция Labadie, часть Специальной Коллекции библиотеки в университете Мичигана, содержит письма Качинскому от более чем 400 человек начиная с его ареста в апреле 1996 года. Имена большинства корреспондентов не будут разглашены до 2049 года. Качинский выступал против аукциона его журналов и другой корреспонденции, однако 10 января 2009 года апелляционный суд девятого округа США в Сан-Франциско отклонил аргументы о том, что продажа нарушает свободу слова.
Хижина Качинского была демонтирована и хранилась на складе. Она должна была быть разрушена, но в итоге передана Шарлетту Холдману из группы защиты Качинского. Хижина выставлена в Музее новостей в Вашингтоне в июле 2008 года. В обращении в апелляционный суд девятого округа Качинский возражал против публичной демонстрации хижины.
В письме от 7 октября 2005 года Качинский предложил передать две редкие книги в дар библиотеке африканских Исследований имени Melville J. Herskovits Северо-западного университета в Эванстоне, Иллинойс, где он произвёл две первые террористические акции. Университет отклонил предложение, отметив, что библиотека уже располагает такими книгами и не желает дубликатов.
В 2010 году сборник эссе Качинского и дополненный текст Манифеста были опубликованы Feral House под названием Technological Slavery.
24 мая 2012 года Качинский предоставил сведения о себе ассоциации выпускников Гарвардского университета и отнёс свои 8 пожизненных заключений к достижениям, указав род занятий в настоящее время „узник“, и текущий адрес — P.O. Box 8500, Флоренс, Колорадо.
В марте 2021 года у Качинского диагностировали рак прямой кишки на поздней стадии. 14 декабря 2021 года его перевели в Федеральный медицинский центр Батнера в Северной Каролине, где он получал химиотерапию до марта 2023 года. Тогда он отказался от лечения из-за побочных эффектов и низкой вероятности выздоровления. В мае 2023 года тюремный онколог отметил у Качинского возможную депрессию и направил его на психиатрическую экспертизу.
10 июня 2023 года в 00:23 Качинский был найден в своей камере без сознания и пульса после того, как пытался повеситься. Сотрудники тюрьмы пытались реанимировать Качинского, в том числе с помощью непрямого массажа сердца, что привело к обширным повреждениям грудной клетки и печени. Качинского доставили в больницу Университета Дьюка в Дареме, где в 8:07 утра была констатирована его смерть..

## Отображение в искусстве

### Фильмы и сериалы
- Сериал „Охота на Унабомбера“ (1 сезон), 2017 (роль Теодора исполнил Пол Беттани)
- Фильм „Тед К. Унабомбер“, 2021 (роль Унабомбера исполнил Шарлто Копли)

### Комментарии
1. ↑  в США фамилия произносилась Кази́нски, но в русскоязычной литературе предпочитают польское произношение.